# KNVB Beker 1905/06
De KNVB Beker 1905/06 was de achtste editie van dit voetbaltoernooi.
DSV Concordia Delft stond voor het eerst in de finale en werd de achtste bekerwinnaar door Volharding Amsterdam in de finale met 3-2 te verslaan. Volharding stond ook voor het eerst in de finale. In 1914 ging Volharding een fusie aan met RAP Amsterdam (tot VRC), de winnaar van de eerste KNVB Beker in 1899 en finalist in 1901.

## Eerste ronde
| Datum            | Thuis                   | Uitslag(en) | Uit                     |
| ---------------- | ----------------------- | ----------- | ----------------------- |
| 5 november 1905  | VOC                     | 2-1         | HFC 2                   |
| 5 november 1905  | Quick (Den Haag) 2      | 3-9         | Haarlem 2               |
| 5 november 1905  | Neptunus                | 0-3         | Ajax (Amsterdam)        |
| 5 november 1905  | PW 2                    | 5-0*        | Saturnus (Rotterdam)    |
| 5 november 1905  | Sparta (Rotterdam) 2    | 13-1        | ZVV Zaandam             |
| 5 november 1905  | Voorwaarts (Den Haag)   | 10-3        | HBS 2                   |
| 5 november 1905  | Be Quick (Groningen)    | 5-0*        | Willem II               |
| 5 november 1905  | Vitesse (Arnhem) 2      | 5-0*        | Celeritas (Rotterdam) 2 |
| 5 november 1905  | Oranje Nassau (Almelo)  | 5-0*        | Allen Weerbaar 2        |
| 5 november 1905  | Concordia (Delft)       | 14-0        | VOC 2                   |
| 5 november 1905  | Rapiditas (Rotterdam) 2 | 2-4         | EMM (Middelburg)        |
| 5 november 1905  | Quick (Amersfoort)      | 9-1         | Sparta (Breda)          |
| 5 november 1905  | VVV (Amsterdam)         | 4-8         | PW                      |
| 5 november 1905  | Excelsior (Rotterdam)   | 5-0*        | Quick (Amsterdam)       |
| 5 november 1905  | ZVV (Zwolle)            | 5-0*        | NOAD (Breda)            |
| 5 november 1905  | Allen Weerbaar          | 0-3         | D.F.C. 2                |
| 5 november 1905  | DVS                     | 2-3         | Celeritas (Rotterdam)   |
| 5 november 1905  | AFC                     | 6-1         | Neerlandia (Amsterdam)  |
| 5 november 1905  | Volharding (Amsterdam)  | 6-0         | Tubantia                |
| 5 november 1905  | Wilhelmina (Den Bosch)  | 7-1         | RAP                     |
| 5 november 1905  | VVA                     | 5-8**       | AVV (Amsterdam)         |
| 5 november 1905  | UVV                     | 5-0         | AVV (Amsterdam) 2       |
| 5 november 1905  | Adelborsten F & HC      | 14-0        | Hercules (Enschede)     |
| 19 november 1905 | Achilles (Rotterdam)    | 0-5         | Rapiditas (Rotterdam)   |

* reglementair. Saturnus, Willem II, Celeritas 2, Allen Weerbaar 2, Quick (Amsterdam), NOAD en AVV 2 trekken zich terug.

** Na verlenging i.v.m. protest VVA. Oorspronkelijk 5 – 6.

Vrijgeloot: Olympia (Middelburg)

## Tweede ronde
| Datum           | Thuis                  | Uitslag(en) | Uit                   |
| --------------- | ---------------------- | ----------- | --------------------- |
| 3 december 1905 | Olympia (Middelburg)   | 2-8         | Concordia (Delft)     |
| 3 december 1905 | AVV (Amsterdam)        | 5-3         | Quick (Amersfoort)    |
| 3 december 1905 | VOC                    | 6-1         | EMM (Middelburg)      |
| 3 december 1905 | Vitesse (Arnhem) 2     | 3-3*        | Haarlem 2             |
| 11 maart 1906   | Vitesse (Arnhem) 2     | 5-0**       | Haarlem 2             |
| 3 december 1905 | PW 2                   | 7-1         | Excelsior (Rotterdam) |
| 3 december 1905 | Voorwaarts (Den Haag)  | 5-0**       | ZVV (Zwolle)          |
| 3 december 1905 | Rapiditas (Rotterdam)  | 3-4         | Adelborsten F & HC    |
| 3 december 1905 | Wilhelmina (Den Bosch) | 5-3         | Be Quick (Groningen)  |
| 3 december 1905 | Ajax (Amsterdam)       | 6-1         | PW                    |

* na protest Vitesse 2, verlenging i.v.m. duisternis afgebroken (oorspronkelijk: 2-3).

** reglementair, Haarlem 2 en ZVV (Zwolle) trekken zich terug.

Vrijgeloot: AFC, Celeritas (Rotterdam), D.F.C. 2, Oranje Nassau (Almelo), Sparta (Rotterdam) 2, UVV, Volharding (Amsterdam)

## Derde ronde
| Datum           | Thuis                  | Uitslag(en) | Uit                   |
| --------------- | ---------------------- | ----------- | --------------------- |
| 7 januari 1906  | Sparta (Rotterdam) 2   | 0-5*        | Celeritas (Rotterdam) |
| 7 januari 1906  | VOC                    | 5-3         | Adelborsten F & HC    |
| 7 januari 1906  | AVV (Amsterdam)        | 9-0**       | Ajax (Amsterdam)      |
| 7 januari 1906  | Voorwaarts (Den Haag)  | 11-1        | D.F.C. 2              |
| 7 januari 1906  | Wilhelmina (Den Bosch) | 8-2         | PW 2                  |
| 14 januari 1906 | Volharding (Amsterdam) | 2-1         | AFC                   |
| 14 januari 1906 | Haarlem 2              | 2-10***     | Concordia (Delft)     |
| 25 maart 1906   | Vitesse (Arnhem) 2     | 2-3         | Concordia (Delft)     |
| 14 januari 1906 | Oranje Nassau (Almelo) | 2-1         | UVV                   |

* reglementair wegens niet-speelgerechtigde speler Sparta 2 (oorspronkelijk: 3-2).

** reglementair, Ajax verliet kwartier voor tijd het veld (oorspronkelijk: 4-0).

*** ongeldig verklaard na protest Vitesse 2 inzake Vitesse 2 – Haarlem 2

## Vierde ronde
| Datum           | Thuis                  | Uitslag(en) | Uit                    |
| --------------- | ---------------------- | ----------- | ---------------------- |
| 4 februari 1906 | Volharding (Amsterdam) | 1-2*        | AVV (Amsterdam)        |
| 16 april 1906   | Volharding (Amsterdam) | 0-0 nv      | AVV (Amsterdam)        |
| 22 april 1906   | AVV (Amsterdam)        | 1-2         | Volharding (Amsterdam) |
| 4 februari 1906 | Voorwaarts (Den Haag)  | 1-3         | VOC                    |
| 25 maart 1906   | Oranje Nassau (Almelo) | 4-7         | Wilhelmina (Den Bosch) |
| 1 april 1906    | Celeritas (Rotterdam)  | 3-5         | Concordia (Delft)      |

* gestaakt in 86e minuut i.v.m. sneeuw, ongeldig verklaard

## Halve finales
| Datum         | Thuis                  | Uitslag(en) | Uit                    | Speelstad                   |
| ------------- | ---------------------- | ----------- | ---------------------- | --------------------------- |
| 8 april 1906  | Concordia (Delft)      | 4-2         | VOC                    | Dordrecht, terrein DFC      |
| 29 april 1906 | Wilhelmina (Den Bosch) | 0-1         | Volharding (Amsterdam) | Hilversum, terrein Victoria |

## Finale
| Datum      | Winnaar               | #beker | Uitslag | Finalist                   | Speelstad             |
| ---------- | --------------------- | ------ | ------- | -------------------------- | --------------------- |
| 6 mei 1906 | Concordia (Delft) (1) | 1      | 3-2     | Volharding (Amsterdam) (1) | Den Haag, terrein HVV |